# 余庆 (僧人)
余慶（919年—991年4月5日），俗姓宇佐，是日本平安時代的僧人。筑前國早良郡出身，一說是日向國出身。諡號智辯。觀音院僧正。墓所在大雲寺（京都市左京區）。

## 經歷
向比叡山的明仙學習天台教學，受行譽灌頂。979年（天元2年），任園城寺長吏。981年（天元4年），任法性寺座主，因圓仁系統的山門派反對而辭任。989年（永祚元年），就任延曆寺座主，又因山門派的反對而辭任。但是，同年任權僧正。圓珍之門流寺門流因余慶而發展，成為之後山門派・寺門派對立激化的契機。